# ハイダ・グワイ

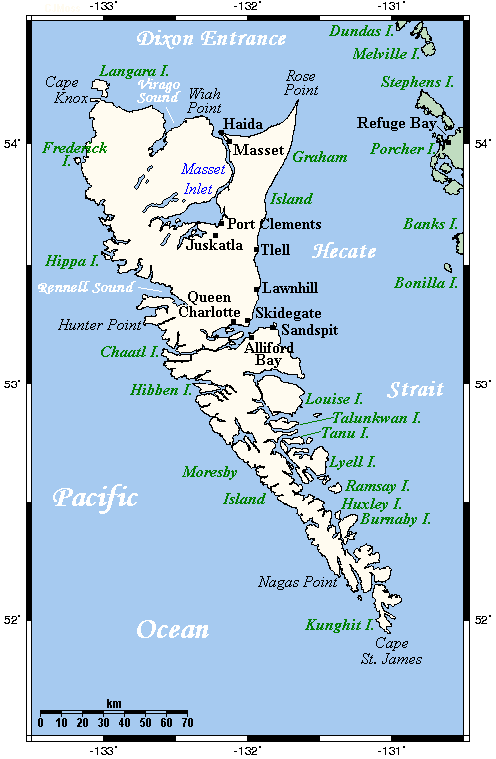
ハイダ・グワイ

ハイダ・グワイ（英語：Haida Gwaii）は、カナダ、ブリティッシュコロンビア州の太平洋岸沖の群島。鋭い逆三角形をなしていて、北のグレアム島、南のモレスビー島の2つの大きな島をはじめとして、大小約150の島々からなる。
かつてはクイーンシャーロット諸島（The Queen Charlotte Islands）と呼ばれていたが、2010年に改称された。

## 概要
ほぼ北緯52度から54度、西経131度から133度に位置しており、北端は州本土よりアラスカ州の方に近い。行政上はブリティッシュコロンビア州ノース・コースト地域に属する。
総面積は約10,180平方キロメートルで、日本の岐阜県（約10,621平方キロメートル）よりやや狭い程度。標高がもっとも高いマウント・モレズビー（Mount Moresby）の山頂は海抜1,164mである。全島の人口は約3,800人。

## 改名

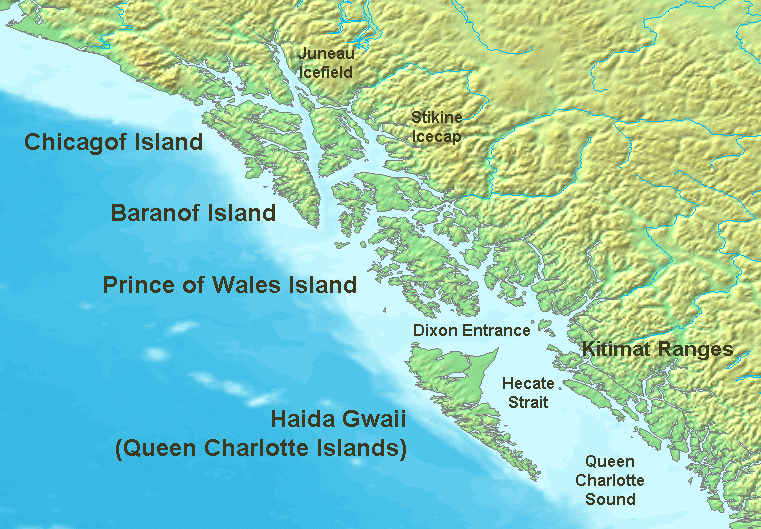
他の諸島との位置関係を示している北西太平洋岸北部の地図。プリンス・オブ・ウェールズ島の南半分はカイガニ・ハイダの領土だが、ハイダ・グワイには含まれない。

1787年にジョージ・ディクソンにより測量され、その船団の一隻（イギリス王ジョージ3世の王妃シャーロットにちなんだクイーンシャーロット号）の名称から「クイーンシャーロット諸島」と名付けられた。
ハイダ族の歴史を尊重し、植民地的な名称であるクイーンシャーロット諸島の代替として1980年代初期に作られた造語が「ハイダ・グワイ」という名称である。「ハイダ」は「我々」「人々」という意味であり、「ハイダ・グワイ」で「我々の島」「人々の島」となる。2009年12月11日にブリティッシュコロンビア州政府は、2010年中頃にクイーンシャーロット諸島を公式的に「ハイダ・グワイ」に改称する法律を発表した。2010年6月3日に法律は可決され、改称が決定された。この改称はカナダの各層政府および国際機関でも認知された。また、同諸島をふくむ行政区「スキーナ・クイーンシャーロット地域」は2016年に「ノース・コースト地域」に改称された。
「世界の果ての島々」を意味する旧名である「ハアダラ・グワイ」（Xaadala Gwayee、Xhaaidlagha Gwaayaai）も使用されている。